# Nestor Serrano
Nestor Serrano est un acteur américain né le 5 novembre 1955 dans le Bronx, New York (États-Unis).

## Biographie
Au cinéma, il a joué dans Une baraque à tout casser, L'Arme fatale 2, Les Complices, Bad Boys, L'Indien du placard, City Hall, Daylight, Négociateur, À tombeau ouvert, Révélations, Piégé, Showtime, Le Maître du jeu, Le Jour d'après, Le Boss, Un jour, peut-être, Secretariat et Captain America : Le Soldat de l'hiver.
A la télévision, il a fait des apparitions dans les séries : X-Files, Urgences, Alias, Fringe, Profiler, Esprits criminels, Demain à la une, Burn Notice, Médium, Malcolm, Cold Case, Mentalist, New York, police judiciaire, Les Experts, Dexter et Hawaii 5-0.
Il tient un rôle important dans la saison 4 de 24 heures chrono ou il joue le rôle du terroriste Navi Araz. 

## Filmographie

### Cinéma
- 1982 : Ringers : Carlos
- 1986 : Une baraque à tout casser (The Money Pit) : Julio
- 1989 : L'Arme fatale 2 (Lethal Weapon 2) de Richard Donner : Eddie Estaban
- 1989 : Brenda Starr (en) : Jose
- 1991 : Hangin' with the Homeboys : Vinny / Fernando
- 1994 : Les Complices (I Love Trouble) de Charles Shyer : Pecos
- 1995 : Bad Boys : Detective Sanchez
- 1995 : L'Indien du placard (The Indian in the Cupboard) : Teacher
- 1996 : City Hall : Det. Eddie Santos
- 1996 : Daylight : Weller
- 1998 : Négociateur (The Negotiator) : Hellman
- 1999 : À tombeau ouvert (Bringing Out the Dead) : Dr. Hazmat
- 1999 : Révélations (The Insider) : FBI Agent Robertson
- 2000 : Piégé : Agent Boyle
- 2002 : Empire : Rafael Menendez
- 2002 : Showtime : Ray
- 2002 : Père et Flic : Rossi
- 2003 : Le Maître du jeu (Runaway Jury) de Gary Fleder : Janovich
- 2003 : Replay : Seth Collison
- 2004 : Le Jour d'après (The Day After Tomorrow) : Gomez
- 2005 : Le Boss (The Man) : Manuel "Manny" Cortez
- 2005 : Sueño : El Zorro
- 2008 : Un jour, peut-être (Definitely, Maybe) de Adam Brooks : Robredo
- 2010 : Cielito lindo : Matador
- 2010 : Secretariat : Pancho Martin
- 2014 : Captain America : Le Soldat de l'hiver : Général Scudder
- 2017 : Clinical : Dr Saul

### Télévision
- 1988 : Police Story: Burnout: Moreno
- 1989 : True Blue: Officer Geno Toffenelli
- 1990 : Johnny Ryan: Dave Greenberg
- 1991 : Love, Lies and Murder (en): Gonzalez
- 1992 : Les Trois As (The Hat Squad): Rafael
- 1994 : Girls in Prison: Borcelino
- 1996 : Moloney: Lt. Matty Navarro
- 1999 : X-Files (épisode À cœur perdu) : Ken Naciamento
- 1999 : Profiler (saison 3, épisode 21) : Miguel Villalobos
- 1999 : Demain à la une (saison 3, épisode 9) : D.A. Vincent Corbell
- 2000 : La Confiance des chevaux (Ready to Run) : Hector Machado
- 2000 : New York, unité spéciale (saison 2, épisode 7) : sergent Lloyd Andrews
- 2001 : New York, police judiciaire (saison 11, épisode 17) : Alec Conroy
- 2001 : Orage aux Bahamas (After the Storm) : Ortega
- 2002 : Urgences : David Torres
- 2003 : L'Invaincu (Undefeated) : Victor
- 2004 : New York, unité spéciale (saison 6, épisode 3) : Franco Marquez
- 2005 : 24 heures chrono : Navi Araz
- 2005 : Alias : En sursis : Thomas Raimes
- 2005 : Les Experts : Dans la ligne de tir (1re partie) (saison 6 épisode 7) : Detective Ortega
- 2005 : Les Experts : Dans la ligne de tir (2e partie) (saison 6 épisode 8) : Detective Ortega
- 2005 : New York, cour de justice (saison 1, épisode 12) : Pedro
- 2006 : A House Divided : col. Janowski
- 2006 : Esprits criminels (Criminal minds) : inspecteur Hanover (Saison 1, épisode 13)
- 2006 : Malcolm : Pig Prosecutor (voix)
- 2008 : Fringe : L'Observateur  : colonel Jacobson
- 2008 : Cold Case : Affaires classées : Jaime Reyes
- 2008 : New York, police judiciaire (saison 18, épisode 10) : D.A. Juan Delgado
- 2008 : Médium : La Main dans le sac: Hector Alvarez
- 2009 : New York, section criminelle (saison 8, épisode 15) : Stanislav Bardem
- 2010 : Ugly Betty: Anthony Talercio
- 2010 : Burn Notice : Tony Caro
- 2010 : 90210 Beverly Hills : Nouvelle Génération : Victor
- 2010 : Mentalist: Aventure sans lendemain : Garth Drucker
- 2012 : Act of Valor : Walter Ross
- 2012 : Dexter : Hector Estrada
- 2013 : Hawaii 5-0 : Aloha ke kahi I ke kahi : El Condor (saison 4 épisode 1)
- 2013 : Chicago fire : La Vie et rien d'autre  (saison 1 épisode 24) : Rick Esposito
- 2014 : NCIS : Enquêtes spéciales : Des monstres et des hommes (partie 3)  (saison 11 épisode 14) : Superviseur de la NSA Jeremy Marlens
- 2016 : Harry Bosch : Attaque au cœur (Heart Attack) (saison 2 épisode 6) : Detective Frank Silva
- 2016 : Harry Bosch : Suivre l'argent (Follow the Money) (saison 2 épisode 8) : Detective Frank Silva
- 2022 : Blacklist : Wormwood (N° 182) (saison 10 épisode 18) : Raoul Montaño